# Usnea ramulosissima
Usnea ramulosissima är en lavart som beskrevs av G. N. Stevens & R. W. Rogers. Usnea ramulosissima ingår i släktet Usnea och familjen Parmeliaceae.   Inga underarter finns listade i Catalogue of Life.